# Andy Fischli
Andy Fischli (* 29. Mai 1973 in Glarus; † 3. März 2022) war ein Schweizer Comiczeichner und Illustrator. 

## Biographie
Nach dem Vorkurs an der Zürcher Hochschule der Künste und einer Berufslehre als Grafiker bei Ursula Hiestand in Zollikon ZH war Andy Fischli in verschiedenen Werbeagenturen und Zeitschriften als Grafiker tätig. Seit August 2007 arbeitete er als freischaffender Comiczeichner und Illustrator. Er lebte in Zürich. Im März 2022 beendete er sein Leben durch Suizid.

## Werk

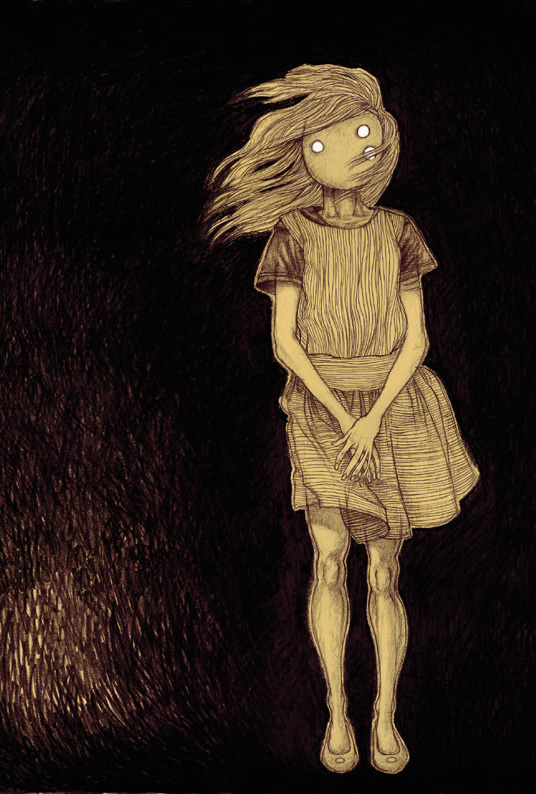
Illustration von Andy Fischli, 2008

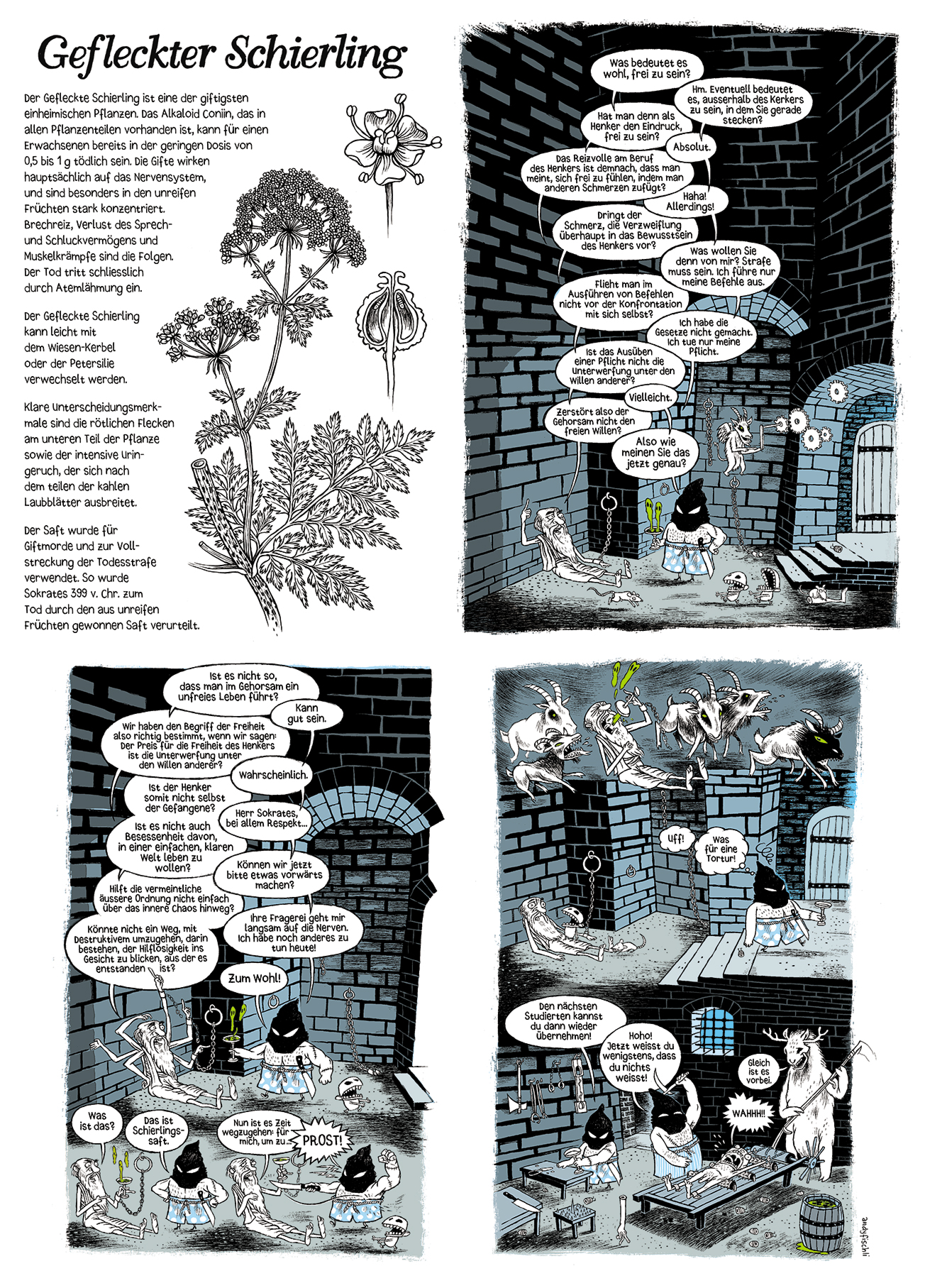
Comic aus der Giftpflanzen-Agenda 2010 von Andy Fischli

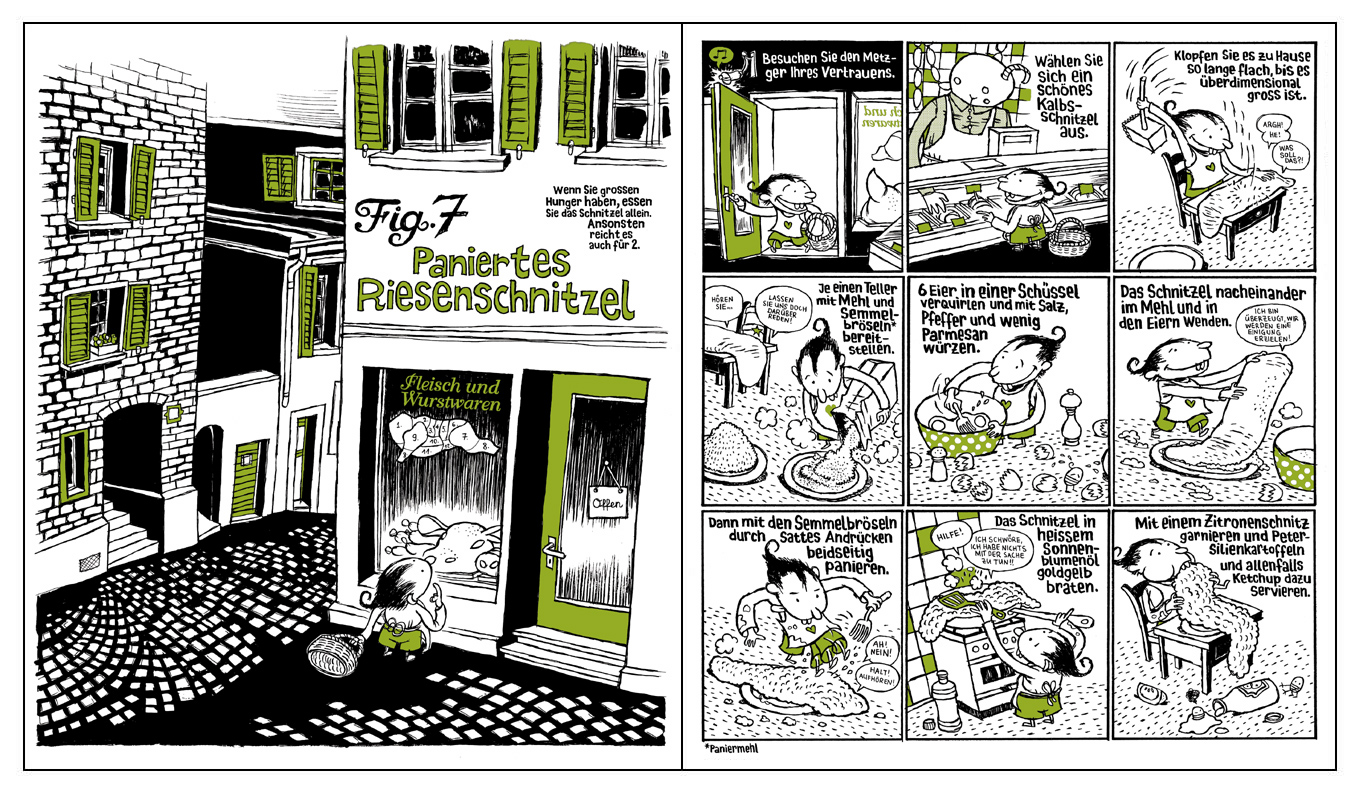
Rezept-Comic aus Ein Eingeklemmtes von Andy Fischli, 2011/2012

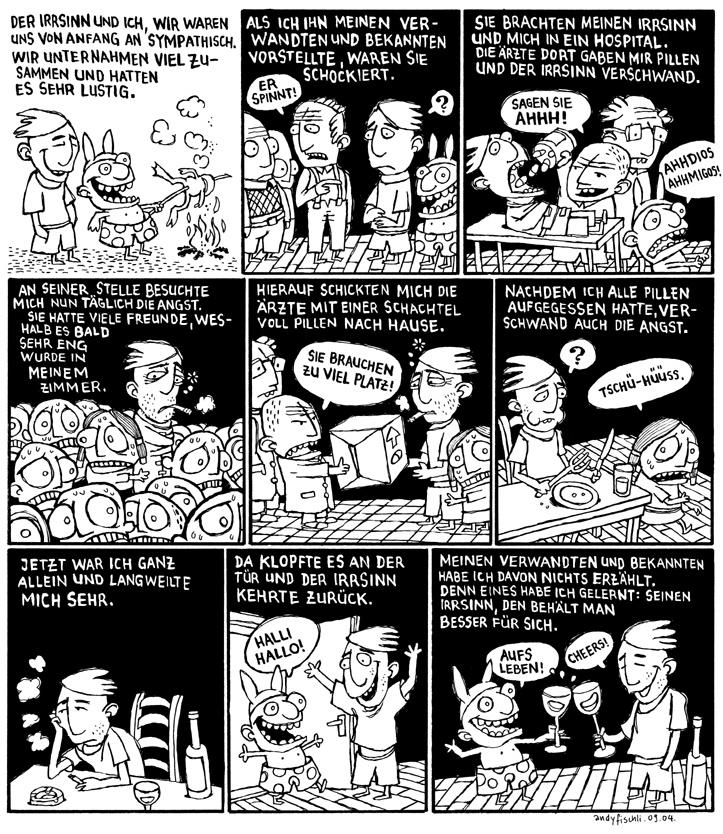
Comic aus Fast alles von Andy Fischli, 2005/2006

Erste Illustrationen von Andy Fischli erschienen ab 1997 regelmässig in der Jugendzeitung Toaster, bis zu deren Ende im Jahr 2002. Von 2003 bis 2010 publizierte er jede dritte Woche einen Comic in der WOZ Die Wochenzeitung. Diese und einige bisher unveröffentlichte Strips gab er 2005 (1. und 2. Auflage) und 2006 (3. Auflage) im Heft Fast alles im Eigenverlag heraus. Die Geschichten sind in Schwarz-Weiss gehalten und bestehen aus neun Einzelbildern. «Fischlis Stil ist auf rotzige Art spröde. Immer sehr präsent mit dicken Buchstaben ist der Text. Kein Zufall, erweitert doch Fischli darin die Sprache um ein paar sehr originelle Ausdrücke.» Inspiration fand Andy Fischli im täglichen Leben, an der Migros-Kasse, im Ausgang oder im Freundeskreis: «Die besten Geschichten entstehen, wenn sie mich emotional berühren oder aufwühlen. Oft genügen ein Satz oder eine kurze Episode, um daraus eine Geschichte zu entwickeln.» Die Themen sind zwar alltäglich, doch meist erzeugt entweder der Blickwinkel des Erzählers oder die eigenwillige Interpretation eines Begriffs einen neuen Zusammenhang. «Auffallend oft tauchen in seinen Geschichten Gefühle und Charaktereigenschaften als Comicfiguren auf. Das könnte leicht peinlich symbolistisch werden, doch Fischli-Figuren wie ‘Ärger’ oder ‘Traurigkeit’ führen ein Eigenleben, sind erfrischend impertinent und sorgen für die eine oder andere unerwartete Wendung.»
In den Jahren 2007 bis 2013 illustrierten Comics und zahlreiche Zeichnungen von Andy Fischli die von Marianne Studer herausgegebene und gestaltete Agenda.
Im Jahr 2010 erschien das 140-seitige Buch Der Sinn. Protagonisten in den schwarz-weissen Bildergeschichten sind Tiere, gestreifte, stumme Eier und dreiäugige Hybridwesen. Fischli grub in seinen Geschichten tief nach echten Gefühlen und emotionalen Störungen und schleifte sie hoch ans Tageslicht: Das gefällt weder dem Gefühlten noch dem Fühlenden immer. «Fischlis Bildergeschichten – mal philosophisch, meist komisch und in den meisten Fällen mit einem schonungslosen Witz versehen – entlarven das Innenleben des modernen Menschen.» Dabei geht es nicht nur lustig zu und her: «Die meisten Geschichten sind sehr witzig, oft auch durch schwarzen Humor oder Skurrilitäten geprägt, tragen aber gleichzeitig nicht selten auch melancholische Züge».
Das Buch Ein Eingeklemmtes (2011, 1. Auflage und 2012, 2. Auflage) ist ein Kochbuch in Comicform. Die Rezepte kann man nachkochen, gleichzeitig erzählen sie eine Episode aus dem nicht immer einfachen Leben der Hauptfigur: «Die jeweils um ein Rezept herum aufgebauten Kurzgeschichten und Gags drehen sich um einen kleinen, etwas tapsigen Koch mit koboldartigem Aussehen und Verhalten, dessen cholerische Ausbrüche und Missgeschicke die sachlichen Rezepte auf amüsante Weise kontrastieren.» Und Missgeschicke passieren viele. Das Buch dreht sich eigentlich ums Scheitern beim Kochen. Personen, die scheitern oder mit ihrem Schicksal hadern, sind generell ein Thema, das Andy Fischli interessierte.
Die Hauptperson in der 2015 erschienenen Erzählung Eins führt zum andern ist der einarmige Jäger Orion, Sohn des Poseidon. Fischli schildert auf 176 Seiten Orions täglichen Kampf, seine Frustration über sein erfolgloses Jagen, den Spott seiner Frau und seines Erzfeindes Aktaion sowie die Untreue seiner Geliebten. Sein Hass auf sich selbst und auf alles, was ihn umgibt, wird immer grösser. «Den Frust ersäuft er im Alkohol, was aber statt zur Linderung zu immer psychotischeren Gedanken führt.» Orions Wut und Isolation werden immer grösser: «Verstehen tut ihn niemand, das wird aus den (alb)traumartigen Dialogen klar, die ins Leere führen. Und aus Orions Gedankenfetzen, wie Geister schwirren sie durch den Wald und geben den Ängsten und der Einsamkeit eine Form.» Handlungsort ist ein düsterer, blauschwarzer Wald. «Man sieht die mächtigen Tannen atmen in diesem Buch, man riecht förmlich den modrigen Boden, und manchmal hört man ihn gar reden. Denn da und dort liegen ein paar halb verweste Leichen herum, die allzu menschlich über das Dasein streiten und darüber, ob man sich damit abfinden soll, dass das Leben nun mal beschissen ist, oder ob man ihm trotz allem etwas Positives abgewinnen soll.» Der Teufelskreis spitzt sich zu, bis schliesslich eins zum andern führt und Orion endlich einmal trifft. «Andy Fischli tut, was ein Comiczeichner tut, wenn er gut ist. Er erzählt Geschichten in einer einzigen Zeichnung. Diesmal setzen sich Fischlis Geschichten als Erzählung fort, und sie setzen sich fest: atmosphärisch und abgründig, unausweichlich und unversöhnlich.»
Das Positive (2015) ist eine Sammlung von Illustrationen und kurzen Comicgeschichten aus den Jahren 2009 bis 2015. Das Buch ist in schwarz-weiss gehalten und wird von zahlreichen Menschen, Tieren und Chimären bevölkert. «Andy Fischlis Bilder und Geschichten entstehen mit klarem Strich und formen sich zu ungewöhnlichen Geschichten, die mal humorvoll aber oft auch anspruchsvoll und anstrengend sein können.»
Comics von Andy Fischli erschienen auch im Strassenmagazin Surprise, im Magazin der EB Zürich, in den Comicmagazinen Ausgezeichnet! und Strapazin. Auch in den Sammelbänden Peter Schafseckel – Meine teuflischen Nachbarn & Fussball des Grauens (2003/2004, Verlag Scharfe Stiefel) sowie den überregionalen Comicanthologien Plus Plus (2007) und Panik Elektro 5 und 6 (2007, 2008) ist er vertreten.
Andy Fischlis Illustrationen finden sich in diversen Zeitungen und Zeitschriften und er gestaltete bereits zahlreiche Anzeigen fürs Comicmagazin Strapazin. Ebenfalls zu seinen Auftraggebern zählten: Suchtprävention Kanton Zürich, Bildwurf Kinodias, Sika Schweiz, Casinotheater Winterthur, Kino Xenix, Stiftung Umwelt-Einsatz Schweiz. Er zeichnete das Sujet für das Plakat der «Abzocker-stoppen-Initiative» der Unia sowie fünf von insgesamt 27 Mitarbeiter-Porträts der Agentur Feinheit. Am 2. November 2013 illustrierte er live Patrick Freys Spitalroman auf Radio SRF 2 Kultur Online. 2014 gewann sein Comic für das Blaue Kreuz Zürich in der Kategorie Illustration die Bronzemedaille des Art Directors Club Schweiz.
Ab 2007 wurden Fischlis Werke in Gruppen- und Einzelshows in diversen Ausstellungsräumen gezeigt, so zum Beispiel in der Station 21, im Kunstraum R57, am Trendboulevard in Zürich sowie am Festival International de la Bande Dessinée in Lausanne. 2008 wurde Andy Fischli zur Teilnahme an der Jungkunst in Winterthur eingeladen. Es folgten Einzelausstellungen am Fumetto in Luzern, im Comix Shop Basel und in der «Alten Kaserne Winterthur». Im Jahr 2017 vertonte die Jazzcombo Box Fischlis Comic Hören Sie Stimmen. Die Erstaufführung fand am 15. April 2016 in der Galerie Neubad in Luzern statt. Im selben Jahr war Andy Fischli mit einer Werkschau und einem Podiumsgespräch zu Gast am 12. Thuner Literaturfestival Literaare. An der Ausstellung Sterben Sie wohl des Friedhof Forums der Stadt Zürich zeigte Fischli drei Werke zum Thema Tod.

## Werke
- Fast alles. Woz-Comics aus den Jahren 2003–2005. Eigenverlag, Zürich 2005/2006.
- Das Bärbuch. Wörterseh Verlag, Zürich 2007, ISBN 978-3-9523213-0-0.
- mit Marianne Studer: Illustrierte Jahresagenda. Zürich 2007–2013.
- Der Sinn. Pica Verlag, Zürich 2010, ISBN 978-3-033-02355-0.
- Ein Eingeklemmtes. Pica Verlag, Zürich 2011/2012, ISBN 978-3-9523796-3-9.
- Eins führt zum andern. Pica Verlag, Zürich 2015, ISBN 978-3-9524348-1-9.
- Das Positive. Pica Verlag, Zürich 2015, ISBN 978-3-9524348-2-6.
- Der grosse Wagen. Pica Verlag, Zürich 2018, ISBN 978-3-9524672-7-5.
- Residuum. Pica Verlag, Zürich 2018, ISBN 978-3-9524672-6-8.

## Weitere Comics in
- Comicmagazin Ausgezeichnet! Nummer 1, 2012.
- Surprise Strassenmagazin. Nr. 191, 18. Dezember 2008, Nr. 215 18. Dezember 2009.
- Comicmagazin Strapazin. Nummer 83, 2006.
- Comicanthologie 18 Plus. Nr. 2, März 2007.
- Comicanthologie Plus Plus. Nr. 1, November 2007.
- Comicanthologie Panik Elektro. Nr. 5, 2007 und Nr. 6, 2008.
- Peter Schafseckel: Meine teuflischen Nachbarn. und Fussball des Grauens. Verlag Scharfe Stiefel, 2003/2004.
- Revue annuelle de bande dessineé: Bédéphile. Nummer 1, Les Éditions Noir sur Blanc, Lausanne, September 2015.
- ABZ Forum, 2016/2017.
- Bref Magazin. Nr. 22, Dezember 2017.
- Greenpeace Magazin, 2019 bis 2021.

## Ausstellungen (Auswahl)
- 2008 Comicfestival Fumetto Luzern. Satellitenausstellung in der Meridiani Café/Bar in Luzern.
- 2008 Station 21. Warum ist mein drittes Auge nicht offen? Einzelausstellung.
- 2008 Festival International de Bande Dessinée Lausanne. Gruppenausstellung zum Thema Freiburger Alpaufzug.
- 2008 Jungkunst Winterthur. Gruppenausstellung.
- 2010 KunstRaum R57. Was nicht ist. Einzelausstellung.
- 2010 Galerie des Comix Shop Basel. Einzelausstellung.
- 2011 10 Jahre Kunstraum Station 21. Jubiläums-Gruppenausstellung.
- 2012 Alte Kaserne Winterthur. Ausstellung anlässlich der 2. Auflage des Comics Ein Eingeklemmtes.
- 2012 KunstRaum R57. Bildwelten 6. Gruppenausstellung.
- 2014 Station 21. Himmelwärts 14. Gruppenausstellung.
- 2015 Wirtschaft im Franz. Längs- und Querschnitte. Einzelausstellung.
- 2015 Festival International de Bande Dessinée Lausanne BDFIL. Gruppenausstellung zum Thema Mickey Mouse.
- 2017 Thuner Literaturfestival Literaare. Werkschau und Podiumsgespräch. Einzelausstellung.
- 2017 Stadt Zürich, Friedhof Forum. Sterben Sie wohl. Illustrationen und Objekte zum Tod. Gruppenausstellung.
- 2017 Hören Sie Stimmen? Comicvertonung durch die Jazzcombo «Box». Diverse Aufführungsorte.
- 2018 Zentralbibliothek Zürich, Cosmisches Zürich, Gruppenausstellung mit Zürich als Schauplatz im Comic.
- 2019 Kulturhaus Kosmos, Gruppenausstellung.
- 2020 Das kleine Format, Gruppenausstellung in der Villa Meier-Severini in Zollikon zum Thema tierisch.